# Раздольное (Западно-Казахстанская область)
Раздольное (каз. Раздольное) — село в Зеленовском районе Западно-Казахстанской области Казахстана. Административный центр Раздольненского сельского округа. Находится примерно в 80 км к северо-востоку от села Перемётное. Код КАТО — 274453100.
Село расположено на маловодном правом притоке Урала реке Рубежка, в 2 км от казахстанско-российской границы.

## Население
В 1999 году население села составляло 663 человека (338 мужчин и 325 женщин). По данным переписи 2009 года, в селе проживали 582 человека (298 мужчин и 284 женщины).